# Bayan Mahmoud Al-Zahran
Bayan Mahmoud Al-Zahran es una abogada saudí. Fue la primera abogada en su país.

## Carrera
Al-Zahran se formó como asesora legal durante tres años, representando docenas de clientes en disputas familiares, delictivas y casos civiles. Su foco inicial era la violencia doméstica, pero más tarde estudió casos de prisioneros financieros y criminales.
En octubre de 2013 Al-Zahran se convirtió en una de las primeras cuatro mujeres autorizadas para practicar la abogacía en Arabia Saudita. Las otras tres mujeres son Sara Aalamri, Jehan Qurban y Ameera Quqani. Con anterioridad a esta autorización, las licenciadas en derecho solo podían ser asesores legales. Al-Zahran representó un cliente frente al Tribunal General en Yeda por primera vez en noviembre de 2013.
El 1 de enero de 2014 Al-Zahran fundó el primer bufete de abogados formado solo por mujeres de Arabia Saudita. Afirmó que el propósito de su empresa era defender los problemas de las mujeres saudíes ante el tribunal y luchar por sus derechos. Mazen Batterjee, vicepresidente de la Cámara de comercio de Yeda acudió a la apertura de la empresa, felicitó a las mujeres mientras les advertía sobre el seguimiento de la sharia y que las restricciones del tribunal obligaban a las mujeres a llevar el hiyab.

## Reconocimiento
La revista de Dubái Arabian Business situó a Al-Zahranel como la séptima mujer árabe más importante en su lista de 2015. También fue incluida en la lista de 2015 de la revista Fortune como una de los 50 líderes más importantes del mundo. Es la hija del jeque Mahmoud Al-Zahran.